# Zadar
Zadar (italsky Zara; dalmatsky Jadera) je město v chorvatské Dalmácii, na pobřeží Jaderského moře, 270 km jižně od Záhřebu. V roce 2021 zde žilo 70 799 obyvatel a je pátým největším chorvatským městem, třetím na jaderském pobřeží. Je správním centrem stejnojmenné župy.

## Název
V nejstarších dobách se město nazývalo Iader (nijak nesouvisí se jménem moře), později latinsky Diadora (Konstantin VII. Porfyrogennetos jej uvádí ve svém díle De administrando imperio, možná šlo o chybu v přepisu Di iadora). V dalmatském jazyce se Jàdra a Jàdera vyslovovalo jako Zàdra a Zàdera. To se projevilo i v pozdějším italském názvu „Zàra“ a chorvatském názvu „Zàdar“. Ten se poprvé objevil ve formě „Zàder“ na dokumentech z 12. století.
Druhé -a- ve slově Zadar je pohyblivé, takže správné skloňování v chorvatštině je do Zadru, v Zadru atp. Použití tvaru Zadaru je v češtině též přípustné.
Patronem města je svatý Chrysogon (Krševan). Podle legendy byl Krševan křesťanský mučedník. Jak rytíř císaře Diokleciána přijal křesťanství. Císař jej dal uvěznit a později stít a hodit do moře. Tělo bylo z moře vytaženo, zázračně spojeno s hlavou a přeneseno do Zadaru. Zde se po přímluvách k němu stalo několik zázraků a v roce 1632 ochránil město od moru. Vděční obyvatelé mu v kostele sv. Krševana v roce 1701 dali vybudovat velký oltář.

## Poloha
Město se nachází v centrální části chorvatského pobřeží Jaderského moře. Historické město se rozvinulo na poloostrově, který přiléhá k pevnině z jihovýchodní strany (tzv. chorvatsky poluotok). Poloostrov je díky blízkým ostrovům chráněn od otevřeného moře; klidný záliv umožnil historicky vznik vlivného přístavu. Přístup k němu je možný prostřednictvím tzv. Zadarského kanálu.
V blízkosti Zadaru se nachází pohoří Velebit a oblast bývalé Krajiny, resp. Liky u hranice s Bosnou a Hercegovinou. Kolem Zadaru se nachází pět národních parků: národní park Krka, národní park Paklenica národní park Severní Velebit, národní park Kornati a národní park Plitvická jezera.

## Historie

### Starověk

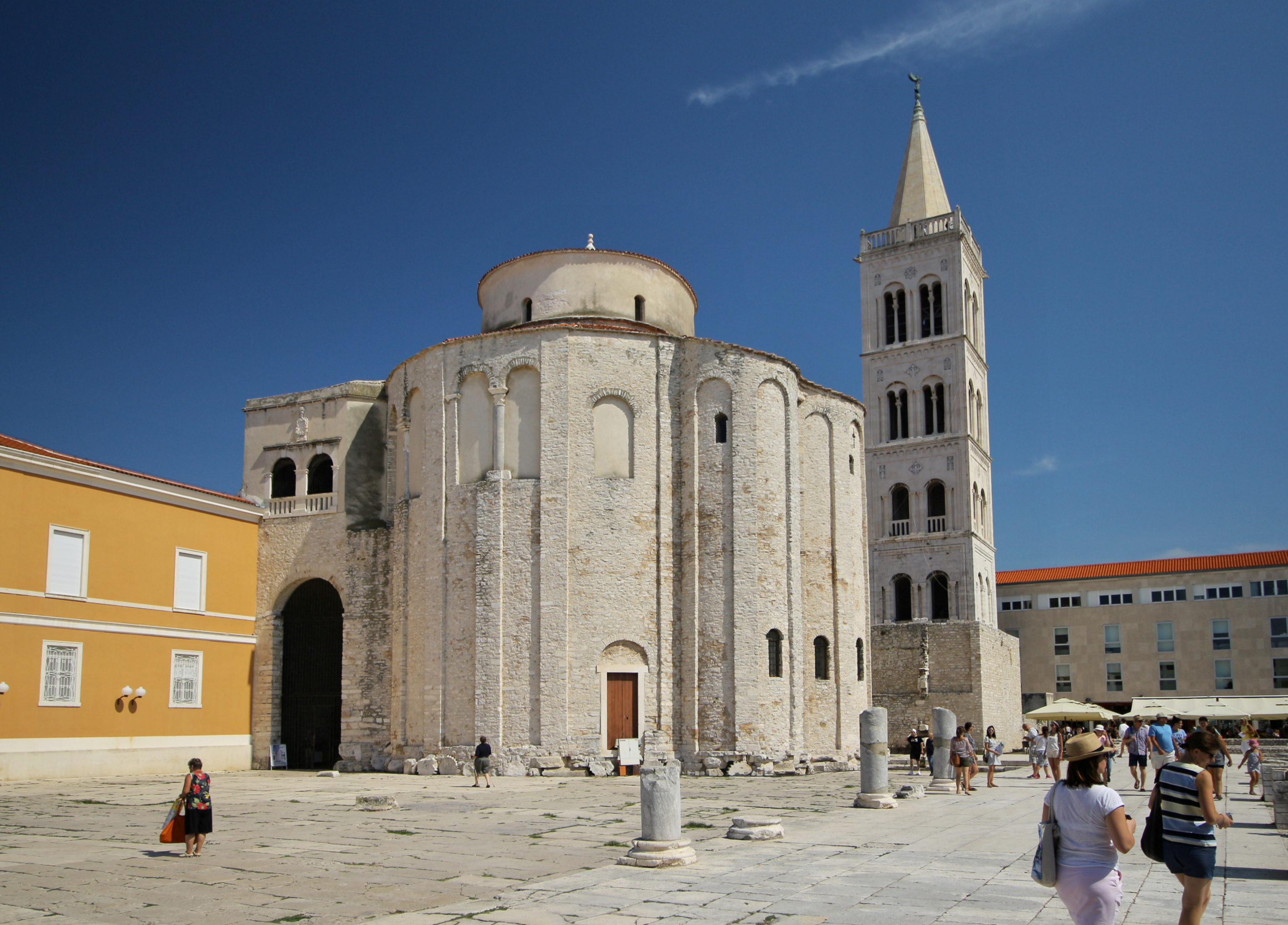
Kostel sv. Donáta z 9. století

Osídlení v místě dnešního Zadaru existuje od dávnověku. Nalezeny byly pozůstatky sídel v lokalitách dnešních místních částí Arbanasi a Puntamika. Pro starověké civilizace představoval dnešní Zadar přirozený a dobře chránitelný přístav.
Už v době 9. století př. n. l. byl dnešní Zadar osídlen ilyrským kmenem Liburnů. V dobových mapách i záznamech je místo označeno názvem tohoto kmene. Když římský císař Oktavianus rozhodl o připojení tohoto území k říši, došlo zde k povstání místního vůdce proti němu (tzv. Batonovo povstání), které skončilo pro Liburny porážkou.
V roce 48. př. n. l. zde bylo založeno římské město s názvem Colonia Iulia Iader. Prý jej založil údajně sám Julius Caesar.[zdroj?] V roce 59 př. n. l. se stal municipiem a zhruba o deset let později římskou kolonií. Sídlo bylo postupně romanizováno a obyvatelstvo bylo po nějakou dobu smíšené. Vznikla pravoúhlá síť ulic s rastrem 5 x 8 a fórum, které se nacházelo na západním okraji města. Východní a severní okraj města byl vyhrazen různým obchodům a dílnám. Nedaleko fóra se také nacházel kapitol s chrámem zasvěceným římským božstvům. Římská bazilika stála na místě, kde později vznikla katedrála. Město bylo opevněné hradbami a voda do něj byla přiváděna vodovodem ze vzdálenosti 40 km. Postaveno bylo také římské divadlo (amfiteátr), které ale kvůli své rozlehlosti muselo vzniknout mimo původní hradby. Jeho pozůstatky se dochovaly až do 17. století.
Tehdy zde žilo několik tisíc lidí (zhruba okolo dvou tisíc, nicméně přesné zdroje na počet obyvatel sídla z doby neexistují). Kromě samotného Zadaru se rozvíjelo i jeho okolí, dařilo se zemědělství a rozvíjely se další osady. Ve 4. století žilo ve městě s jeho okolím zhruba dvacet tisíc lidí.

### Raný středověk
Po pádu Západořímské říše se stal centrem Dalmátské provincie (thema) ve Východořímské (Byzantské) říši a sídlem jejího správce. K tomu dopomohl úpadek původní Salony, kde se regionální centrum nacházelo dříve. Jako hlavní město thematu je uváděn v sedmém století, ve století devátém je doloženo sídlo biskupství. Po vpádu Slovanů do Dalmácie přetrval Zadar pod správou Byzance a stal se jedním z center zbývající latinské populace (Slované potomkům římských měšťanů v Dalmácii říkali Latini). Vzhledem k tomu, že město bylo opevněno, nepokoušeli se Slované ani Avaři jej dobýt tak, jako tomu bylo v případě dalších sídel Balkánu nebo Panonské nížiny. V městě vznikla celá řada staveb v duchu byzantské a předrománské architektury. Na místě původního římského fóra vznikl např. byzantský kostel s třemi apsidami. Byzantská nadvláda změnila město relativně málo; zanikla řada původních veřejných budov, nahradily je sakrální objekty a došlo ke zúžení ulic a přestavbě opevnění.

### Mezi Uhrami a Benátkami

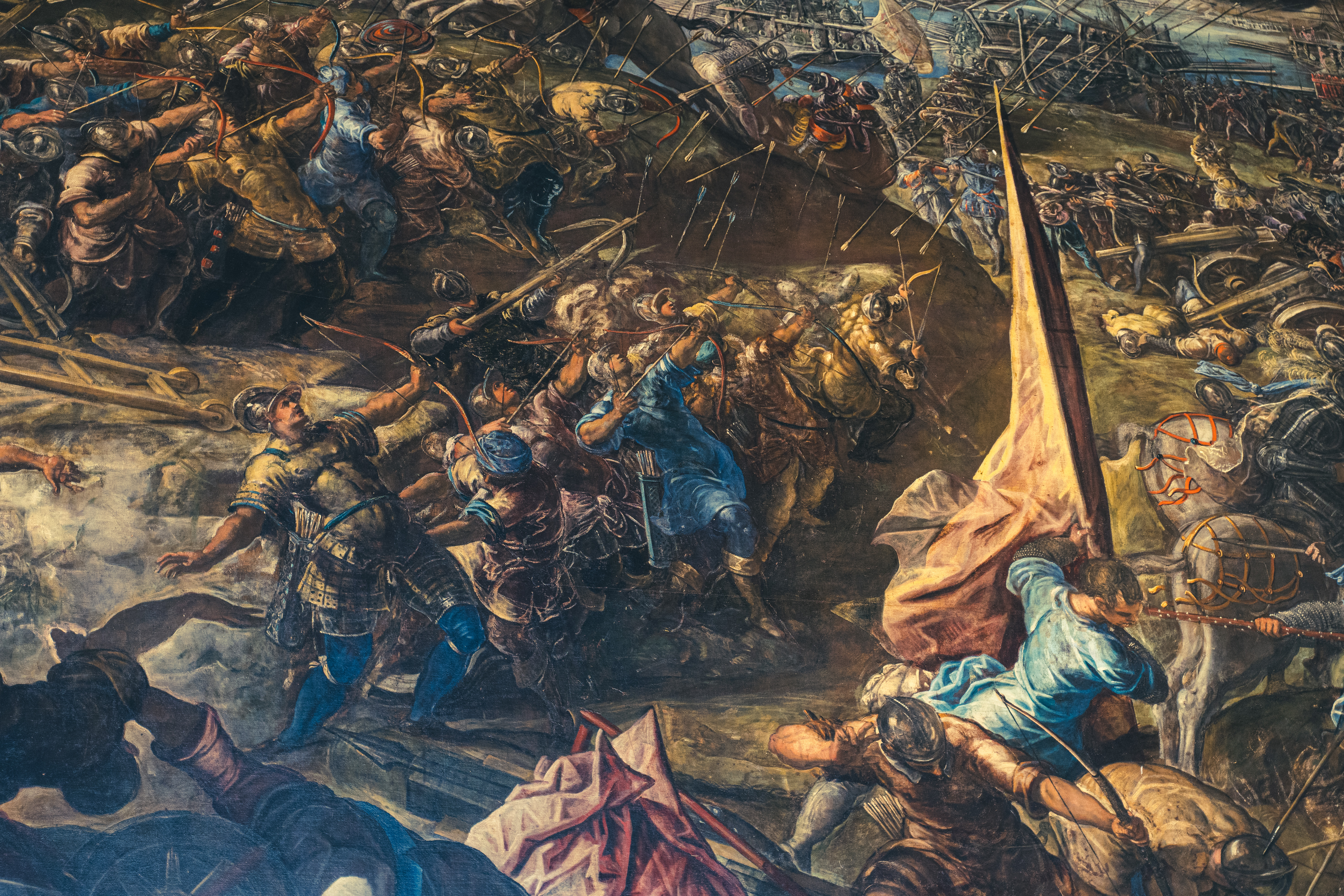
Benátské obléhání města.

V 10. století Byzantská říše v oblasti postupně ztrácela vliv a o strategicky významné město usilovala Benátská republika. Než dosáhla natrvalo svého cíle, město se osamostatnilo a na začátku 11. století sem pronikli Chorvati, kteří Zadar s přestávkami ovládali. V roce 1069 jej získal chorvatský král Petar Krešimir IV. Později, ve 12. století, válčil Zadar častokrát s Benátkami (ty jej poprvé získaly roku 1115), po několika útocích ale prohrál a byl vypleněn vojsky Benátek a čtvrté křížové výpravy (1202).
V letech 1346 až 1347 město obléhala opět Benátská republika.
Následovalo několik povstání, ale stejně došlo k připojení pod uherskou vládu. Zadar byl obnoven; na místě trosek mohlo vzniknout nové město, které zahrnovalo i gotické stavby. Války a nestabilita se projevily na složení obyvatelstva. Místní se vystěhovávali na venkov nebo sestěhovávali do města. Postupně se umocňoval slovanský prvek v porovnání s neslovanskými národy; slovanští sedláci hledali snazší obživu ve městě. V roce 1396 zde vznikla první škola, resp. univerzita. Ladislav I. Neapolský, neapolský král a titulární uherský král (z rodu Anjouvců) vzdal své pomyslné nároky na Dalmácii i Zadar, který několik let fakticky držel, Benátkám. Město bylo 31. července 1409 prodáno za velmi malou sumu 100 000 dukátů. Benátkám pak Zadar podléhal následující čtyři století.
Nová benátská vláda zrušila městu jeho autonomii, což vedlo ke stagnaci. Škody napáchaly i četné morové rány, které postihly Zadar celkem pětadvacetkrát. Nákaza se šířila především vlivem lodní dopravy, nebyly ale řídké ani případy, kdy mor přinesli obchodníci z nedaleké Bosny. Dalším faktorem, který ovlivňoval podobu středověkého a raně novověkého Zadaru, bylo turecké nebezpečí. Město sice nebylo Turky dobyto, nicméně přítomnost mocnosti v nedaleké Bosně, časté výpady do okolí Zadaru, loupení a další se Zadaru podepsaly. Mnozí vesničané se stěhovali do bezpečného města, kam Turci nemohli. Obyvatelé Zadaru vítali přistěhovalce rádi, neboť zde byla velká potřeba především lidí, kteří by byli ochotni sloužit v místním vojsku. Vznikala také nová sídla (předměstí) při zadarských hradbách. Ty byly opraveny a zesíleny tak, aby město Turci nemohli získat. Jejich realizací a výstavbou kanálu byl pověřen tehdejší benátský architekt Michele Sanmicheli. Postaveny byly také nové brány (např. Pevninská brána) a bastiony (např. Ponton). Ve městě kotvily pravidelně válečné lodě.
V závěru 17. století jej navštívil turecký cestovatel Evlija Čelebi. On sám si povšiml schopnosti Benátčanů vybudovat silná opevnění před tureckými vpády, pevnosti označoval za symbol benátské proradnosti. Povšiml si věží s kruhovým půdorysem místního opevnění a dále napočítal okolo sedmdesáti kostelních věžiček.
V 18. století přišla do oblasti jižně od dnešního historického centra města komunita přistěhovalců z oblasti dnešní severní Albánie. Založili zde osadu s názvem Arbanasi (označující Albánce dobovým názvem). Později se smísili s většinovým obyvatelstvem.
V roce 1783 zde bylo založeno šlechtické divadlo (italsky Teatro Nobile), které bylo v provozu více než sto let.

### Pod vládou Habsburků
Po pádu Benátské republiky roku 1797 připadl Zadar campoformijským mírem spolu s celou Dalmácií pod vládu Habsburské říše (od r. 1804 Rakouské císařství). Ale už r. 1809 se Rakousko muselo města vzdát ve prospěch napoleonské Francie. Napoleon Zadar začlenil pod nově vytvořené Ilyrské provincie, v jejichž rámci zůstal až do roku 1816. Rakušané nicméně Zadar v roce 1813 neúspěšně obléhali. Operace probíhala s britskou pomocí.

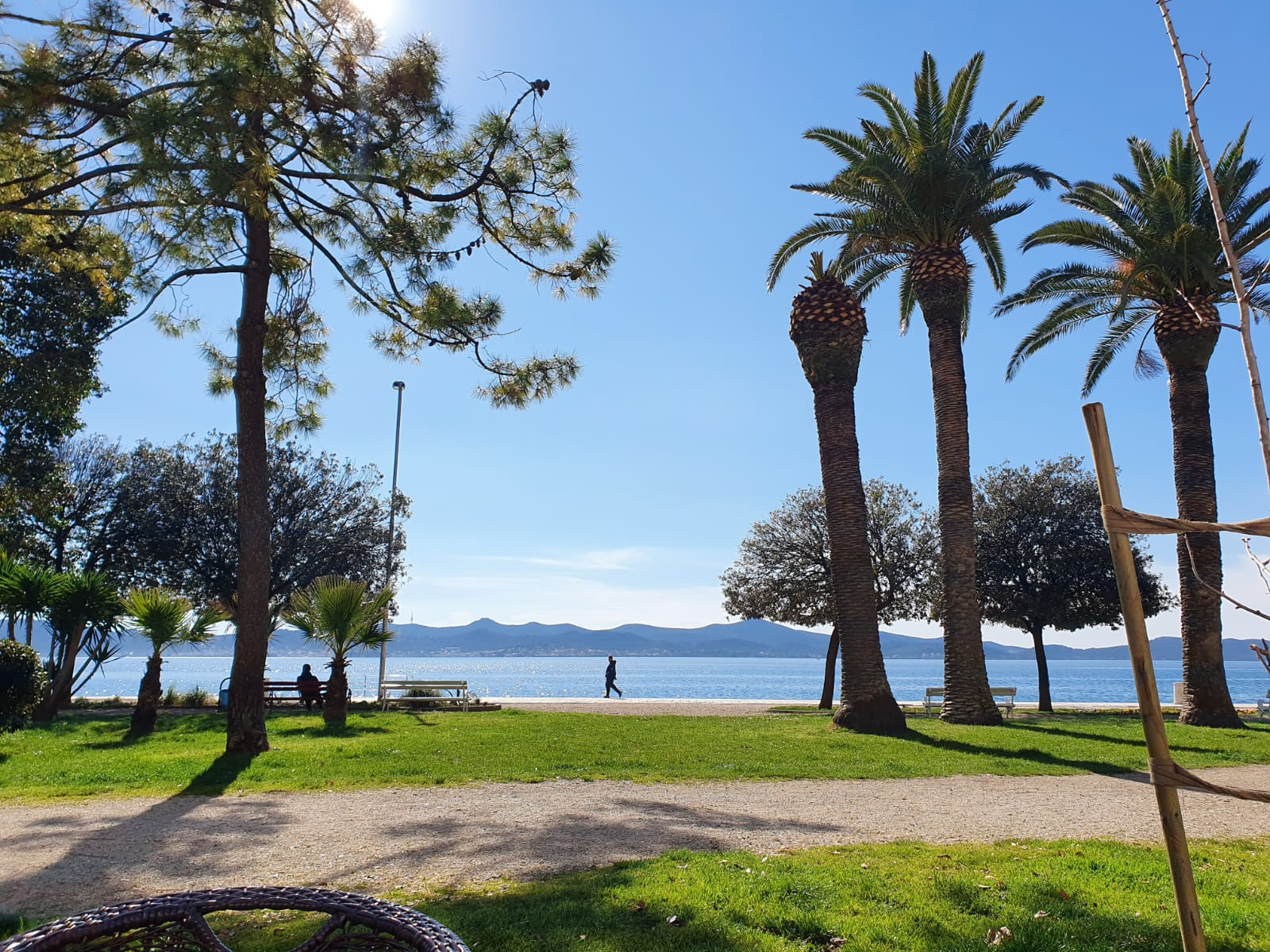
Pohled na moře ze zadarského parku.

Celá Dalmácie byla Vídeňským kongresem vrácena Rakousku, které tu utvořilo korunní zemi Dalmatské království. Jejím hlavním městem se stal právě Zadar. Dalmácie zůstala korunní zemí Rakouska (a po roce 1867 Rakouska-Uherska, v jehož rámci spadala do Předlitavska) až do konce 1. světové války. Disponovala zemskou samosprávou, jejímž nejvyšším orgánem byl Dalmatský zemský sněm.
Příchod Francouzů a Rakušanů urychlil modernizaci místní společnosti (jako tomu bylo v celé Dalmácii). Pro Zadar však byl tento trend mnohem intenzivnější (a pokračoval i po odchodu Francouzů), neboť město bylo metropolí korunní země. Již v roce 1806 začaly v místním slovanském (chorvatském) jazyce vycházet první noviny s názvem Kraljski Dalmatin. V roce 1816 získal Zadar první gymnázium a o několik let později (1823) i první park (chorvatsky perivoj), o jehož vznik se zasloužil baron Walden. Roku 1832 zde bylo založeno muzeum (dnes je to pobočka chorvatského národního muzea) a ještě v témže století zde vznikla první knihovna. Roku 1873 byla stržena místní pevnost. Roku 1833 byla dokončena silnice do vnitrozemí, což umožnilo spojení do Záhřebu a do Vídně. Roku 1838 byl dán do užívání městský vodovod. Mapy druhého vojenského mapování Dalmácie z let 1851 až 1854 zobrazují město ještě s jeho opevněním, které tvořila řada bašt, orientovaných až na jednu k mořskému břehu. Celkem jich bylo deset. V roce 1868 byl zrušen císařským rozhodnutím status města jako opevněného, což umožnilo jeho průmyslový rozvoj. Hradby byly strženy při mořském břehu a sníženy směrem k místnímu přístavu. Na mapách vojenského mapování třetího se proto již neobjevují. Vznikl zde také špitál (jižně od centra města), dnes se na jeho místě nachází všeobecná nemocnice (chorvatsky Opća bolnica).
V závěru 19. století se v Zadaru úspěšně rozšířila výroba likérů, které byly vyváženy do celého Rakousko-Uherska. Mezi další průmyslové závody patřila např. továrna na výrobu těstovin apod. V lokalitě Foša vznikla továrna na výrobu mýdla a dalších chemikálií. V roce 1894 zde bylo zprovozněno elektrické osvětlení, což bylo první na území současného Chorvatska.
Národnostní otázka se ukazovala být i v Zadaru čím dál tím naléhavějším problémem. Místní italsky mluvící obyvatelstvo vyvěsilo v roce 1861 při příležitosti sjednocení Italského království italské vlajky z oken. Přítomý byl také chorvatský nacionalismus.[zdroj?] Rakousko-uherská správa se obávala především prvního uvedeného a pokoušela se posilovat národnostní vědomí Chorvatů na úkor národnostního vědomí Italů. Stejně jako v celé tehdejší Dalmácii ztratil i v Zadaru italský jazyk v roce 1909 statut jazyka oficiálního. To vedlo k protestům místního italsky mluvícího obyvatelstva.
Roku 1894 získal Zadar první elektrické osvětlení.

### 20. století

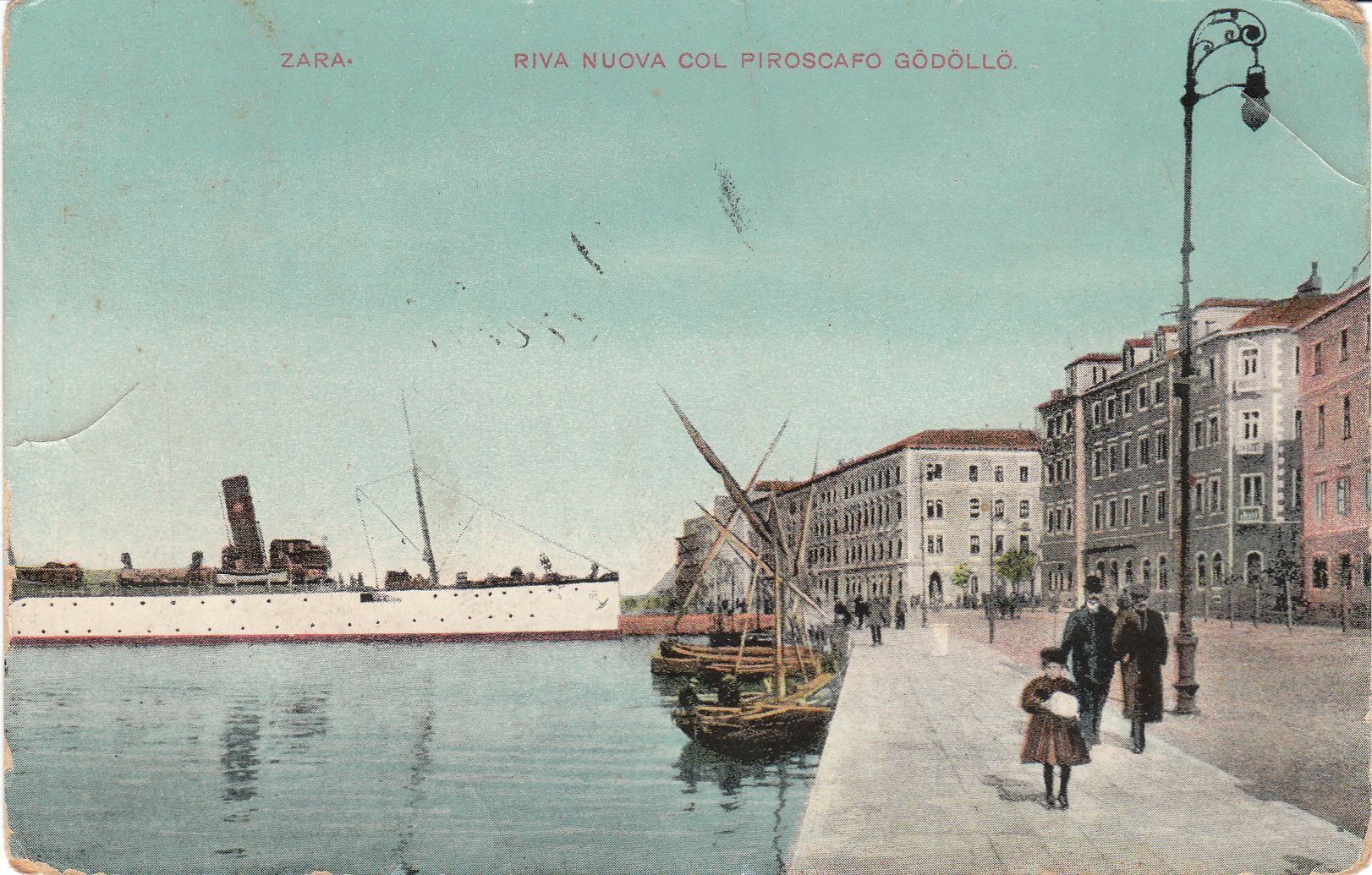
Město v roce 1909.

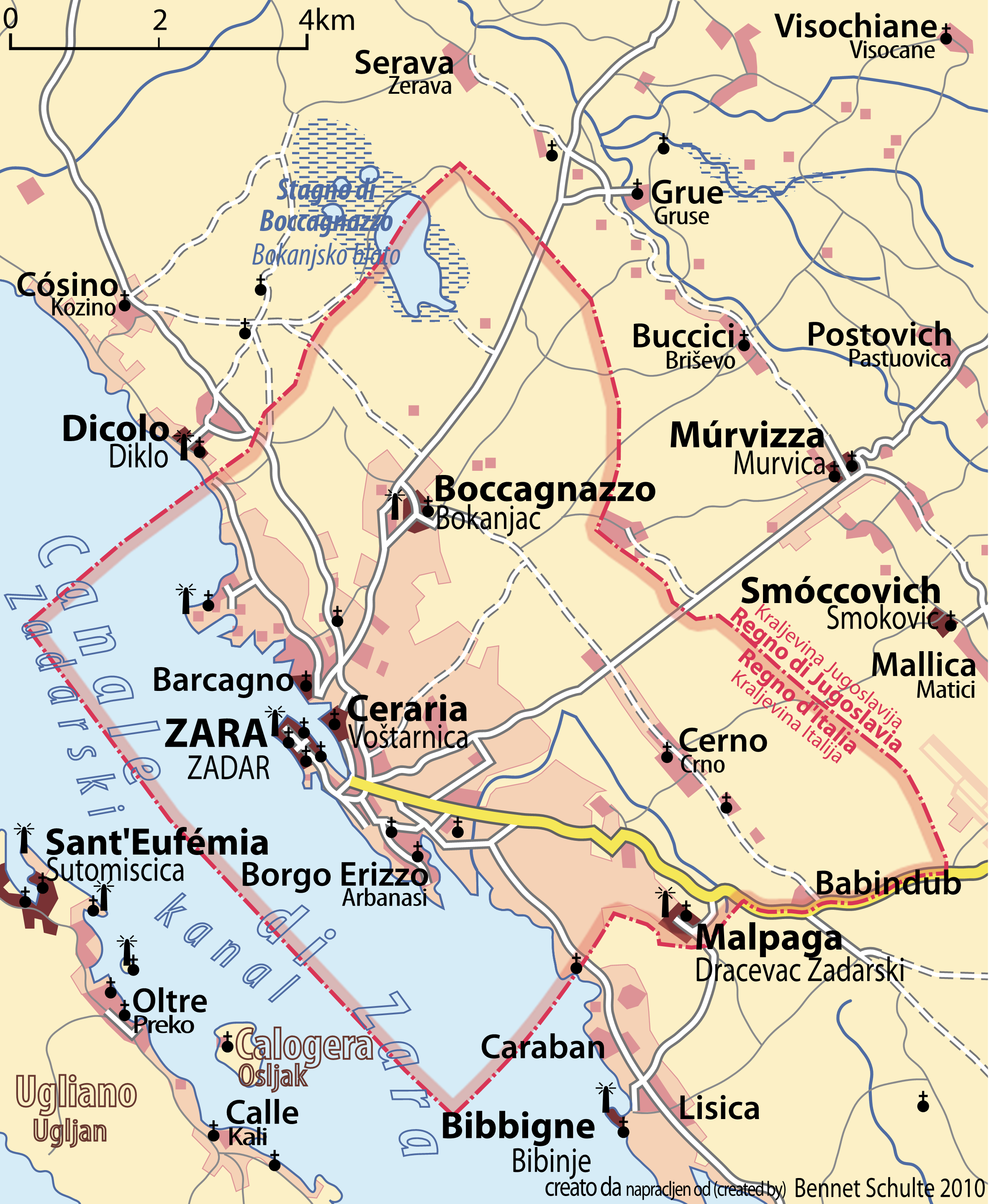
Zadar jako italská enkláva.

Na počátku 20. století byl přítomný skromný, ale jistý rozvoj turistického ruchu. I pro vzdálené a pro zbytek Habsburské monarchie těžko dostupné město nastoupilo období prvních návštěvníků. Roku 1902 zde byl otevřen např. první hotel (Hotel Bristol). Několik desítek let rakouské správy a status hlavního města korunní země měly za následek populační růst Zadaru, sestěhovávali se sem především dalmatští Italové z menších sídel celého pobřeží. V roce 1910 při posledním rakousko-uherském sčítání lidu dosahoval počet obyvatel Zadaru zhruba osmnácti tisíc.
Během první světové války byla o město vedena mezi Spojenci debata, zdali připadne Itálii, nebo vznikajícímu jihoslovanskému státu. Italská média město (stejně s dalšími v centrální Dalmácii považovala za "neosvobozené území". I přes veškeré úsilí exilových jugoslávských představitelů, mezi něž patřili např. Ante Trumbić a další, však Zadar nakonec jižní Slované nezískali.
Po první světové válce se roku 1920 Zadar, už předtím obsazený italskou armádou, stal podle Rapallské smlouvy součástí Itálie, jež okolo něj zřídila enklávu s rozlohou 104 km² (tzv. Zadarská provincie (italsky Provinzia di Zara) Jihoslovanské obyvatelstvo se následně ve značném počtu ze Zadaru vystěhovalo (nebo k tomu bylo přinuceno) na území Království SHS.[zdroj?] Město, z téměř tří čtvrtin italskojazyčné po celé meziválečné období tvořilo důležitou oporu italské moci na Jadranu. V roce 1921 bylo prohlášeno svobodným přístavem. Odloučenost města od zbytku země (přes moře) nicméně těžce dopadala na místní ekonomiku. Vláda se pokoušela Zadar rozvíjet, avšak to se ukázalo být obtížné vzhledem k hospodářské krizi, která propukla roku 1929.
Kromě toho se Italové se italská správa zasazovala o italianizaci enklávy s cílem snížit podíl chorvatského, resp. slovanského obyvatelstva. Přítomná zde také byla i armáda, vojsko tvořilo nemalý počet obyvatel Zadaru. Jednalo se o nejmenší italskou provincii a tvořily ji pouze dvě obce: Zadar a Lastovo. Při posledním oficiálním italském sčítání lidu v roce 1936 měl Zadar 22 844 obyvatel, ostrov Lastovo potom 2 458. Odtržení Zadaru od zbytku regionu znemožnilo další proces dosídlování obyvatel do města, díky čemuž bylo město jediným na východním pobřeží Jaderského moře, jehož počet obyvatel nerostl. Stagnace provázela celé meziválečné období.
V dubnové válce byla invaze do jugoslávského království prováděna mimo jiné i ze zadarské enklávy. Po rychlé okupaci bylo její území následně rozšířeno na úkor mezitím vyhlášeného Nezávislého státu Chorvatsko o několik dalších obcí až po Obrovac a Šibenik. Za druhé světové války byl Zadar jako důležitá fašistická pevnost mnohokrát (nejméně 80x) bombardován v letech 1943 a 1944 britským a americkým letectvem. Po osvobození (31. října 1944) byl v rámci Chorvatska začleněn do Jugoslávie; Italové byli povětšinou vyhnáni[zdroj?] a město bylo znovu osídleno Chorvaty z vnitrozemí. Zadar byl do značné míry poničen a zůstalo v něm žít pouhých 6000 obyvatel. Kromě Italů (cca 10 000) odešlo z města ale také nemálo chorvatského obyvatelstva. Zničeno bylo cca 65 % centra města a Zadar býval někdy přezdíván "chorvatské Drážďany".
Poválečná obnova byla nesnadná. Do města se dosídlili noví obyvatelé, kteří přišli především z ekonomicky slabších částí Dalmácie v blízkosti Zadaru. Někteří také přišli z okolních ostrovů. V roce 1948 počet obyvatel dosahoval 13,9 tisíce lidí. Návrat do původního života symbolizovala např. obnova divadla – dne 27. března zde poprvé zahrál soubor Chorvatského národního divadla. Založena zde také byla filozofická fakulta a historický ústav.
Po válce se stalo město turistickým centrem, což umožnilo populační růst. Nové resorty vznikaly např. v lokalitě Borik. Důležitá byla rovněž i dostavba válkou poničeného města, která odstartovala až v polovině padesátých let. U některých částí historického jádra města nicméně nebyl dodržen původní historický styl budov, jinde byl alespoň naznačen, obecně však poválečná obnova narušila historický ráz jádra města. Atraktivitu města zvýšila výstavba jadranské magistrály. V druhé polovině 60. let byla do Zadaru přivedena železnice z nedalekého Kninu. Město se stalo atraktivním pro nové obyvatele a co do počtu obyvatel předstihlo Dubrovník a Šibenik. V lokalitě Višnjik poblíž centra města vzniklo sídliště z bytových bloků. Roku 1969 bylo otevřeno i mezinárodní letiště.
Růst počtu obyvatel města a ekonomický rozvoj vedly k velkému počtu obyvatel mladých. Roku 1971 tak bylo např. 35 % obyvatel Zadaru ve věku 0–19 let.
V roce 1982 byla vyhlášena veřejná soutěž na vznik památníku Josipu Brozu Titu v centru Zadaru. Měl se nacházet naproti chrámu sv. Donáta. I když bylo přihlášeno poměrně hodně návrhů od hlavních umělců tehdejší Jugoslávie, nebylo nakonec rozhodnuto o žádném z nich a památník nebyl vybudován. Rozvoj města pokračoval až do rozpadu Jugoslávie mnohdy i výstavbou panelových, nebo jimi obdobných technologií. Okolo současné třídy Ante Starčeviće, dnes hlavního silničního přivaděče do města, vyrostly např. výškové bloky domů. Nižší zástavba potom vznikala na volné ploše u lokalit Diklo nebo Bibinje. Kromě toho se ale větší panelová výstavba Zadaru relativně vyhnula. Otevřeno zde bylo také Archeologické muzeum. Počet cestujících v místním přístavu přesáhl před vypuknutím války 1,7 milionu ročně.

### Nezávislé Chorvatsko
V roce 1991, kdy bylo ostřelováno Jugoslávskou lidovou armádou a dva roky obléháno. Zásobování a kontakt se zbytkem Chorvatska byl uskutečněn přes nedaleký ostrov Pag. Východně od Zadaru začínala tzv. Republika Srbská Krajina, která byla dobyta během Operace Bouře v roce 1995. Hranice procházela těsně za městem u vesnic Murvica a Zemunik a přerušena byla i tzv. Jadranská magistrála, především severně od města. Provoz byl nemožný i po železnici. Za války bylo město poškozeno, škody se ale později podařilo opravit. Prostor frontové linie byl zaminován, riziko z min přetrvávalo ještě dlouhou dobu po skončení konfliktu.
Po skončení války se ze Zadaru odstěhovala řada obyvatel srbské národnosti, resp. národností bývalé Jugoslávie. Stažena odsud byla také i bývalá Jugoslávská lidová armáda. Až do roku 2001 byl tak typický propad co se týče vývoje počtu obyvatel města, aby se poté začal, u jednoho z mála měst na území Chorvatska, poté postupně v prvních dvou dekádách 21. století zvyšovat.
Roku 2003 navštívil Zadar papež Jan Pavel II. Stal se tak historicky druhým pontifikem, který do tohoto města přicestoval.
V roce 2023 obdrželo město ocenění Nejlepší světová destinace na procházky od New York Times.

## Obyvatelstvo
Na základě údajů ze sčítání lidu z roku 2011 mělo město 71 471 obyvatel. Společně s dalšími okolními sídly, které administrativně spadají pod město, a které se nachází především na nedalekých ostrovech, to potom bylo 75 062 lidí. Celá aglomerace města Zadaru bez ohledu na správní hranice zahrnuje nejspíše až 90 000 obyvatel.
Mezi lety 2001 až 2011 došlo rovněž ke stárnutí obyvatelstva; o dva tisíce se snížil počet osob ve věku do 19 let, zato se navýšil podíl osob nad 65 let věku, a to z 13 na 17 tisíc lidí.
Okolo sedmdesáti tisíc obyvatel celého Zadaru se hlásí k chorvatské národnosti, zhruba dva tisíce k srbské a několika stovkami osob jsou zastoupeny další národnosti bývalé Jugoslávie. Celkem 89 % obyvatel Zadaru se hlásí k Římskokatolické církvi. 2,2 tisíce osob neuvedlo svoje vyznání a 2,9 % se deklaruje za agnostiky nebo ateisty.

## Administrativní dělení
Město Zadar (chorvatsky Grad Zadar) se dělí celkem na 15 jednotek (Babindub, Brgulje, Crno, Ist, Kožino, Mali Iž, Molat, Olib, Petrčane, Premuda, Rava, Sliba, Veli Iž, samotný Zadar a Zapuntel. Drtivou většinu tohoto obyvatelstva zahrnuje samotné město Zadar (71 z 75 tisíc). Z uvedených sídel se tři nacházejí na mořském pobřeží (Zadar, Kožino a Petrčane), další dvě dále od něj (Babindub a Crno) a zbytek na jednotlivých ostrovech (Olib, Silba, Premuda, Škarda, Ist, Molat, Iž, Rava).

## Životní prostředí a zeleň

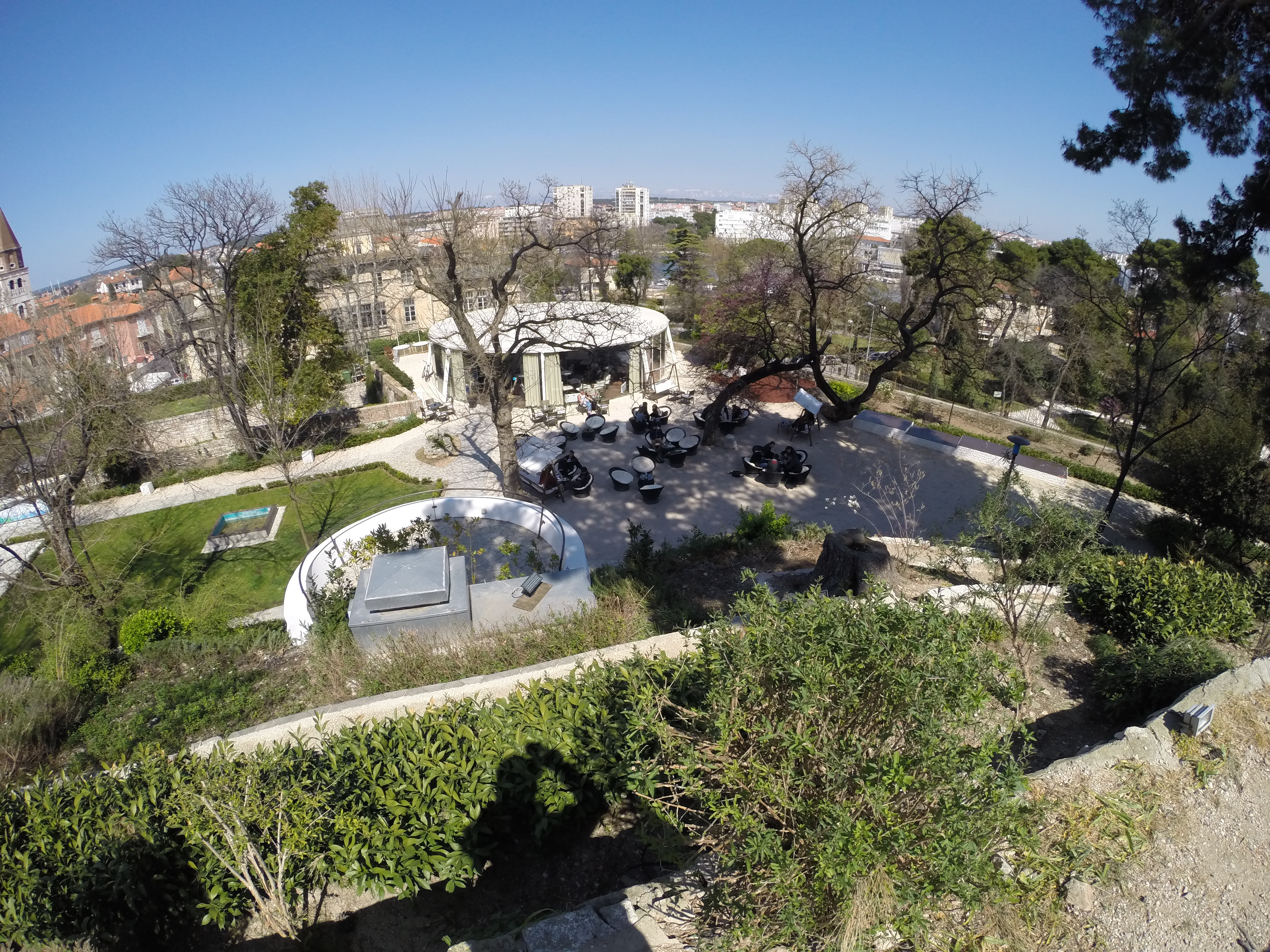
Park Vladimira Nazora.

Hlavní park v Zadaru je Park Vladimira Nazora. Původní bastion, který odděluje střed města od jeho zbytku, byl v minulosti rovněž upraven do parkové úpravy (Perivoj kraljice Jelene Madijevke). Lesopark Musapstan se nachází severovýchodně od středu města a přechází do otevřené krajiny.

## Ekonomika
Ekonomika města je založená především na turistice; do Zadaru směřují návštěvníci ze zahraničí během letních měsíců a turistické sezony. Turistický průmysl i ekonomika města jsou nicméně značně závislé pouze na letním období, většina hostů přicestuje v červenci a srpnu. Mezi návštěvníky dominují především turisté z Německa a Rakouska (v roce 2011 každý přes sto tisíc přenocování) a dále jsou zastoupeny ostatní evropské země (Itálie, Slovinsko, Česko, Slovensko, Maďarsko, Polsko apod. V roce 2011 byli Češi co do počtu přenocování v Zadaru na osmém místě s 39 tisíci nocemi.
Sídlí zde rovněž i řada společností, které se zabývají námořní dopravou apod. Značný význam má rovněž i místní přístav.
Do roku 1991 byl Zadar rozsáhlým způsobem industrializován. Význam v té době hrál např. potravinářský průmysl, výroba nápojů a likérů, rybích konzerv apod. Existoval zde závod na výrobu šicích strojů s názvem Bagrat. V 90. letech 20. století zde pracovalo 30 000 lidí, z toho dalších 8 000 dojíždělo z okolních obcí do Zadaru.
Do 90. let nicméně v Zadaru neexistoval moderní obchodní dům, resp. nákupní centrum.
V souvislosti s rozpadem Jugoslávie a ztrátou původních trhů a zároveň procesem transformace místní ekonomiky došlo k hospodářskému propadu, který díky turistice a vhodné lokalitě dokázal Zadar ustát. I přesto však město trpí řadou problémů typických pro zbytek Chorvatska i regionu, mezi které patří vyšší míra nezaměstnanosti, nedostatečný rozvoj inovací apod. Město má i nadále zájem na získání investic v oblasti zpracovatelského průmyslu, především v oblasti rozvinutých technologií.

## Kultura a památky

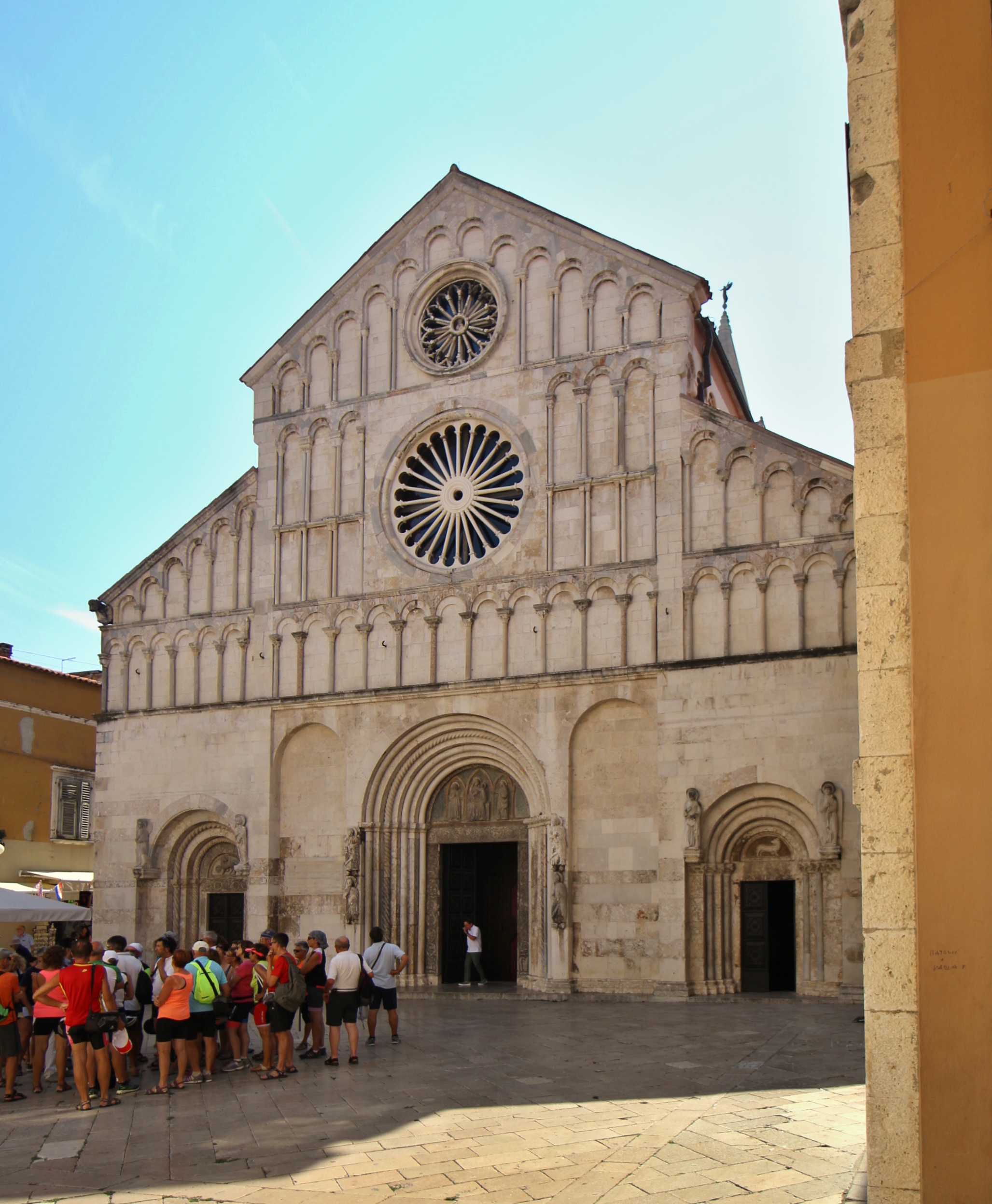
Katedrála sv. Anastázie

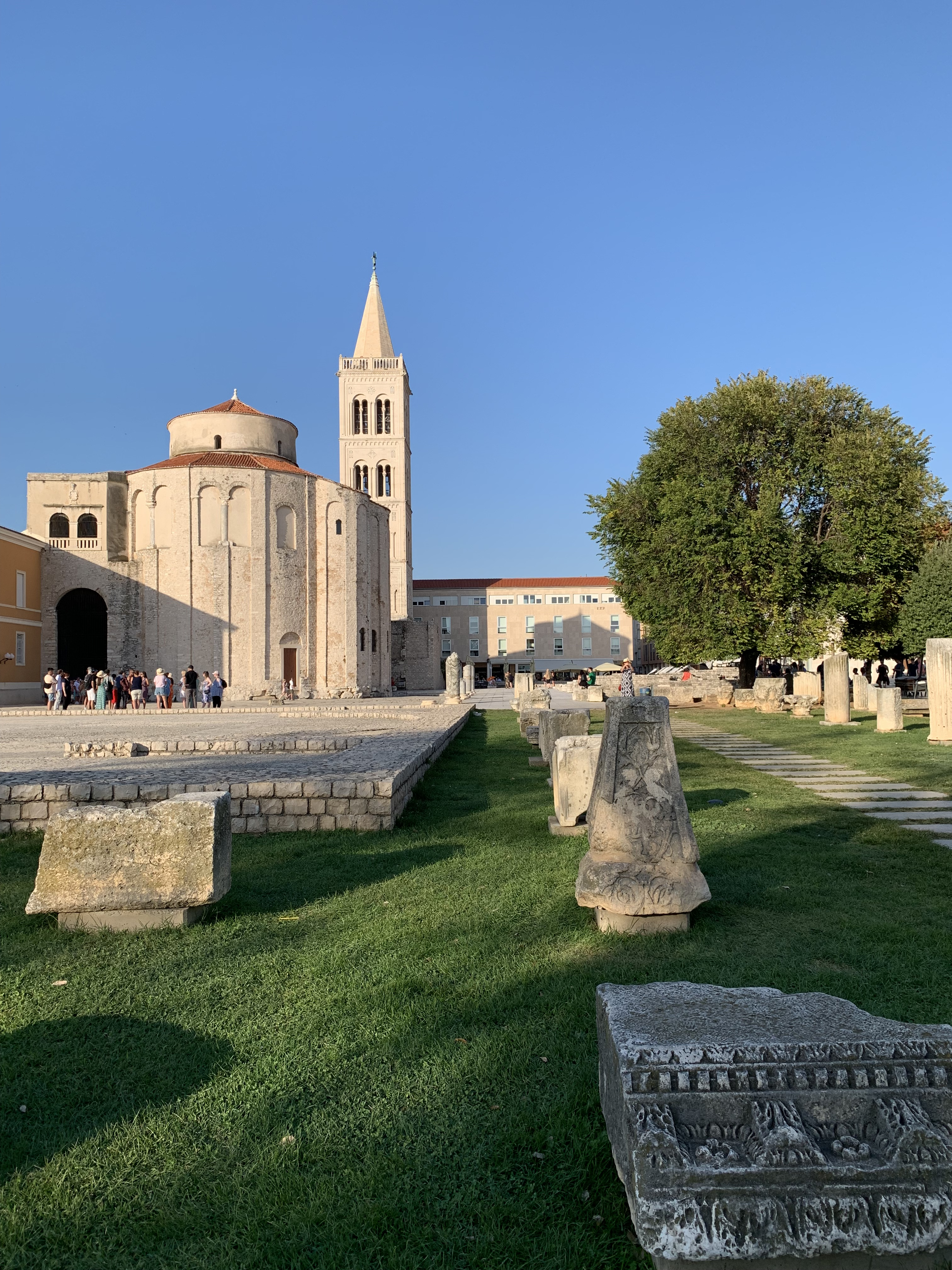
Pohled na pozůstatky římského fóra v Zadaru. V pozadí lze vidět římskokatolický kostel sv. Donáta a románskou zvonicí.

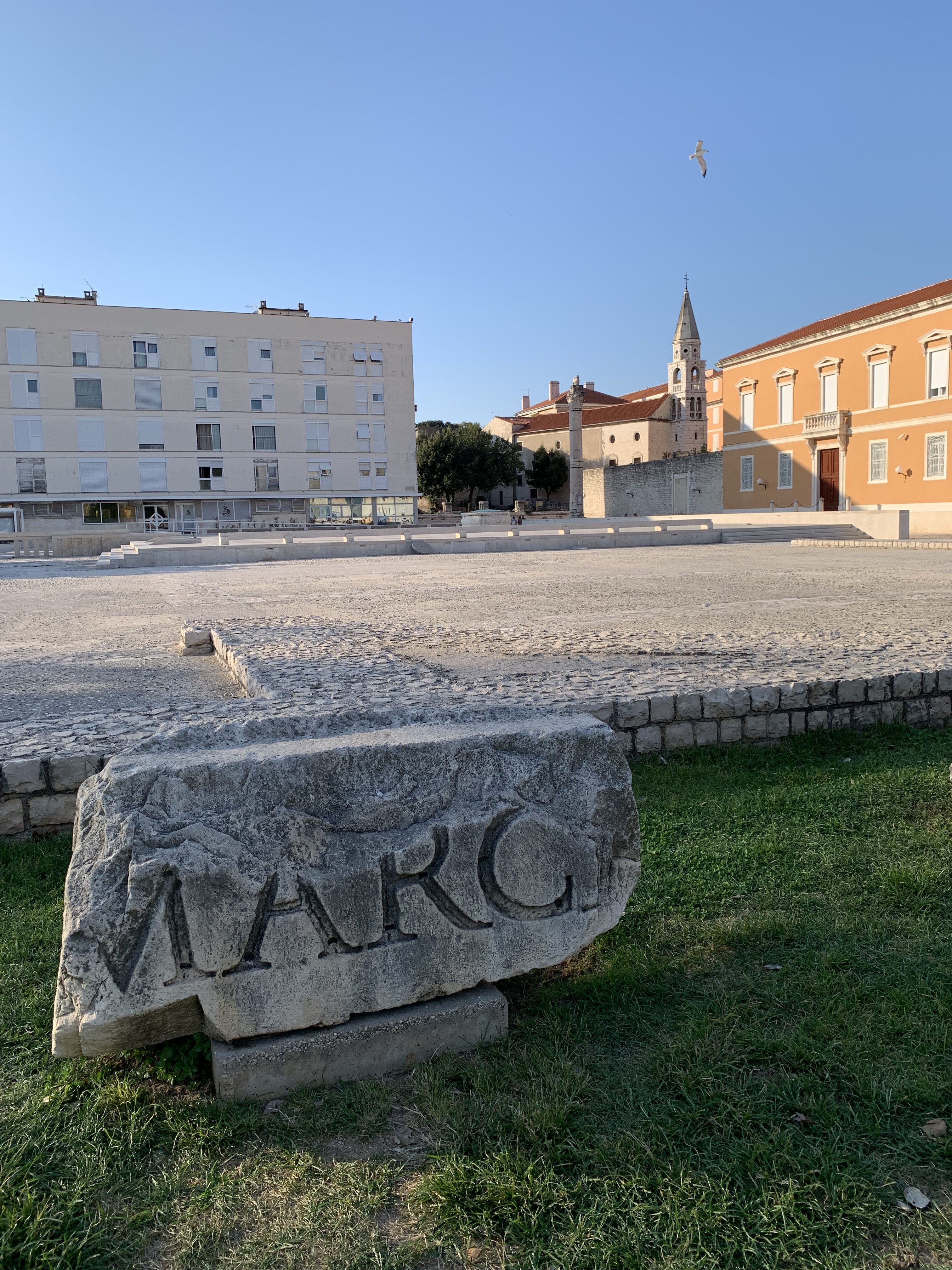
Římské fórum v Zadaru

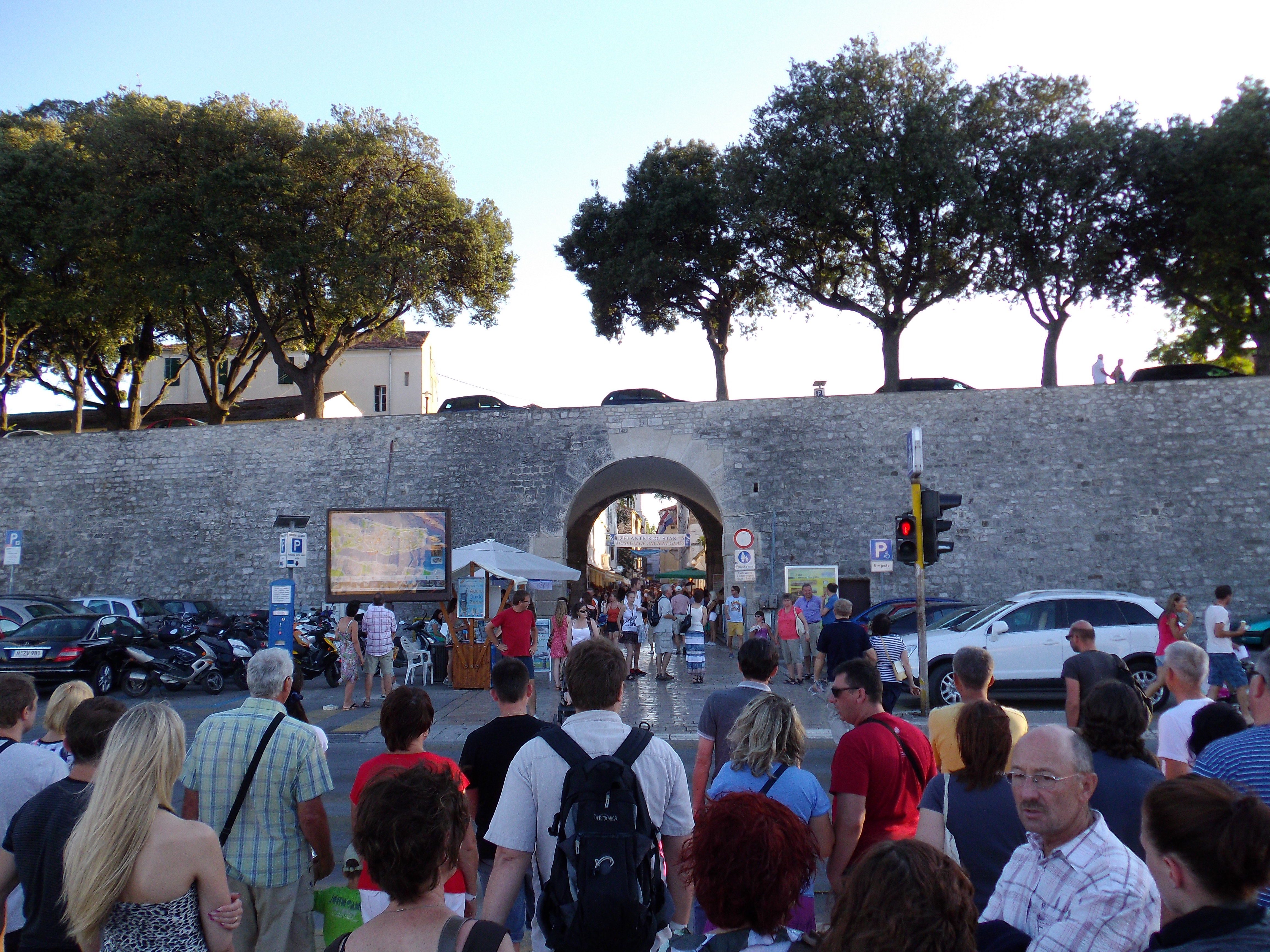
Turisté ve městě.

### Kultura
V Zadaru sídlí pobočka chorvatského národního muzea, dále potom Archeologické muzeum (založené v roce 1832) a místní pobočka chorvatského národního muzea. Mimo jiné se zde nachází také Muzeum starověkého skla (chorvatsky Muzej antičkoga stakla), dále muzeum Zlata a stříbra Zadaru (chorvatsky Zlato i srebro grada Zadra), Etnografické muzeum a Zadarské námořní muzeum (chorvatsky Pomorski muzej Zadar). Mezi další muzea patří např. Muzeum iluzí.
Město má vlastní knihovnu, dále zde sídlí také vědecká knihovna (chorvatsky Znanstvena knjižnica Zadar). Třetí uvedenou je Knihovna státního archivu v Zadaru (chorvatsky Knjižnica Državnog arhiva u Zadru).

### Kulturní akce
Od roku 1960 se v Zadaru pravidelně konají Hudební večery u svatého Donáta (chorvatsky Glazbene večeri u Sv. Donatu), které patří mezi největší a nejznámější místní kulturní akce. Hlavní divadelní festival v Zadaru nese název Zadar snů (chorvatsky Zadar snova). Pořádá se zde pravidelně i tzv. Zadarské kulturní fórum a Zadarské filmové fórum. Pořádán je také hudební festival Melting metal summit. Hlavní divadelní akcí je Zadarské divadelní léto (chorvatsky Zadarsko kazališno ljeto).

### Památky, zajímavosti a pamětihodnosti
Historická část města leží na poloostrově, který je od pevniny oddělen Zadarským kanálem. V Zadaru jsou pozůstatky z dob římské vlády, jsou to hlavně části opevnění, z nichž však byla většina zbořena za dob rakouské nadvlády. Také se zachovalo římské fórum, chrám a bazilika a mnoho kostelů a klášterů ze středověku. Obranný systém Zadaru byl zapsán na seznam světového kulturního dědictví UNESCO společně s dalšími lokalitami pod jednotným zápisem „Benátské obranné stavby z období 15. až 17. století: Stato da Terra – západní Stato da Mar“.
- Pevninská brána (chorvatsky Kopnena vrata, italsky Porta Terraferma) je součástí bývalého opevnění a hlavní vstupní branou do historické části města. Ještě v 19. století byla jedinou vstupní branou do města. V renesančním slohu ji v roce 1543 vystavěl architekt Michele Sanmicheli (1484–1559). Má dva malé postranní vchody pro pěší a jeden velký uprostřed. Nad ním je zobrazen svatý Chrysogon (sveti Krševan) na koni, kterého má město i ve znaku. Ještě výše je zobrazen okřídlený lev svatého Marka, symbol Benátské republiky. Brána byla vybavena padacím mostem, který byl zrušen v roce 1875.
- Nová brána, směřující k Městskému mostu.
- Brána svatého Demetera (Dimitrije) na východní straně historického centra.
- Brána svatého Chrysogona, na konci ulice Marka Karamana.
- Řetězová brána chorvatsky Lančana vrata).
- Náměstí pěti studní (Trg pet bunara). Náměstí z roku 1574 bylo vybudováno nad velkou nádrží pro sběr vody. Voda se vytahovala přes pět osmihranných studní, po kterých náměstí dostalo i název. Nachází se zde i několik historických budov jako Městská strážnice (Gradska straža) z 16. století, Městská lodžie (Gradska Loža) a radnice u roku 1936. V areálu radnice se dochoval starochorvatský kostelík sv. Vavřince (Sveti Lovre) z 11. století.
- Arsenal, vojenské skladiště pro potřeby loďstva Benátské republiky, dnes se jedná o kulturní památku. Jmenuje se stejně jako slavná loděnice přímo v Benátkách
- Foša, historický přístav z 16. století nedaleko Pevninské brány.[42]
- Městské opevnění, známé též pod názvem Muraj, středověkého původu, dochované jsou jen části.
- Kalelarga, též Široká ulice, hlavní třída ve středu města, směřující k Lidovému náměstí (chorvatsky Narodni trg).
- Fórum, původní římské fórum, umístěné pod základy katedrály sv. Donáta v centru města.
- Mořské varhany[2][5], schodiště k moři, které je navržené tak, aby vydávalo hudbě podobné tóny.
- promenáda Riva, která v roce 2023 procházela obnovou.[43][44]
- Památník Pozdrav slunci[42] (chorvatsky Pozdrav suncu) na okraji historického jádra města.

### Kostely
- Kostel sv. Donáta (chorvatsky Crkva sv. Donata), dříve kostel sv. Trojice z 9. století[45] je nejcennější předrománskou památkou v Chorvatsku a symbolem města. Je vysoký 27 a široký 22 metrů. Podle legendy byl vystavěn zadarským biskupem Donátem a v 15. století mu byl také zasvěcen. Díky dobré akustice zde od roku 1960 pravidelně probíhá Mezinárodní festival středověké a renesanční hudby Hudební večery ve svatém Donátu (Glazbene večeri u sv. Donatu).
- Katedrála sv. Anastázie ze Sirmia (katedrala sv. Stošije) je hlavním chrámem zadarského arcibiskupství a největším chrámem v Dalmácii. Byla vystavěna v románském slohu ve 12.[2] a 13. století na místě starší křesťanské baziliky ze 4.–5. století. Původně byla zasvěcena sv. Petrovi, za biskupa Donáta III. se patronkou kostela stala sv. Anastázie ze Sirmia. Donát získal od císaře Nikefora její ostatky a umístil je do sarkofágu, který je v katedrále dodnes. V roce 1177 katedrálu navštívil papež Alexandr III. a 9. června 2003 na jedné ze svých posledních zahraničních návštěv i papež Jan Pavel II.
- Kostel sv. Chrysogona (chorvatsky crkva svetog Krševana, románský kostel z 12. století.
- Kostel sv. Simeona (chorvatsky Crkva Svetog Šime). V kostele je umístěn relikviář svatého Simeona. Sarkofág ze 14. století zobrazuje výjevy ze Simeonovy legendy. Je z pozlaceného stříbra a váží 250 kg.
- Kostel nejsvětějšího srdce Ježíšova, který se nachází naproti historického jádra města, na břehu moře, v místní části Voštarnica.
- Kostel svatého Eliáše proroka, řecký ortodoxní kostel postavený v 16. století pro námořníky, kteří cestovali přes Zadar.

## Ostatní instituce
V Zadaru má generální konzulát také Severní Makedonie, Albánie, Kosovo.

## Doprava

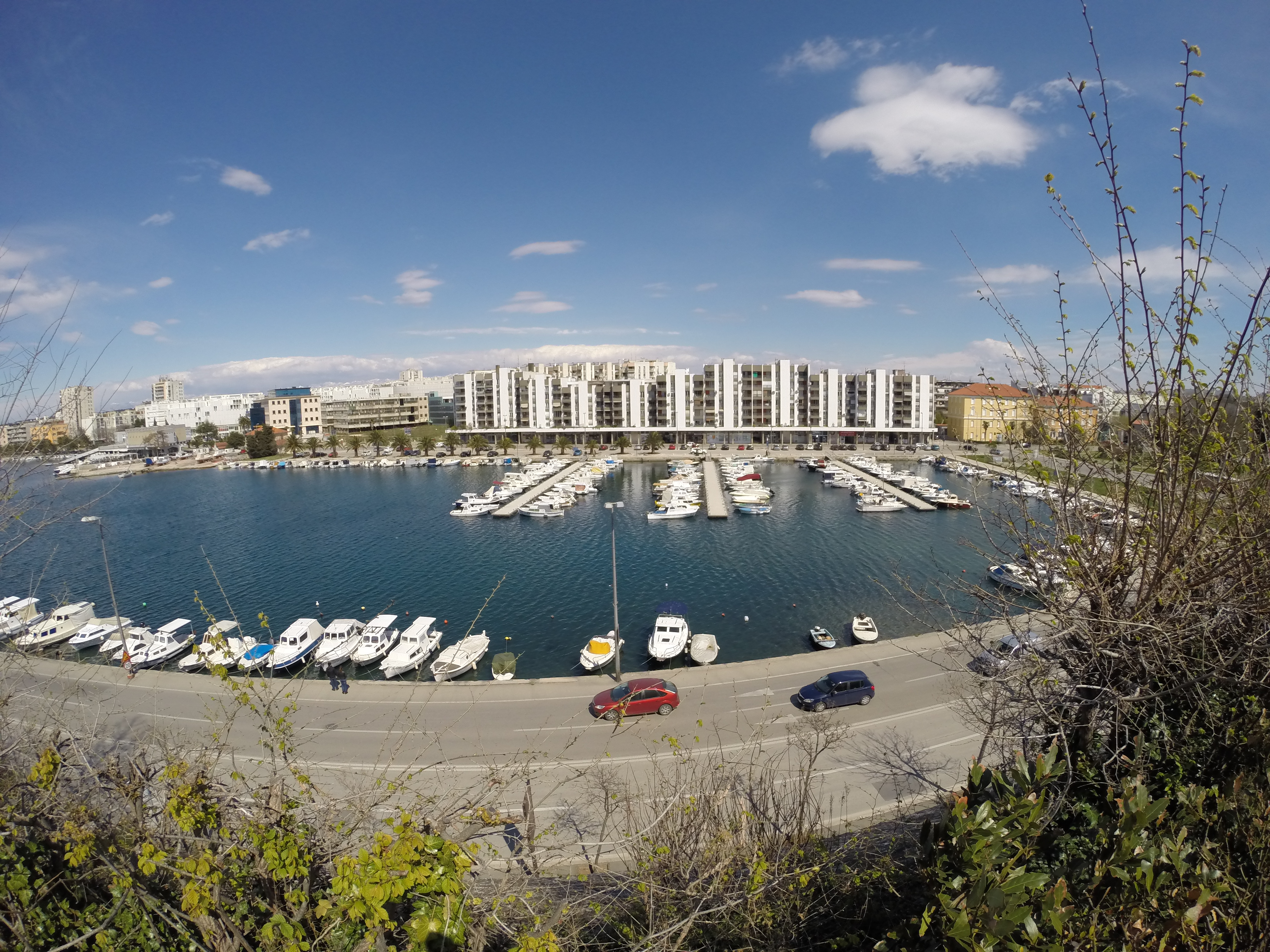
Přístav v Zadaru.

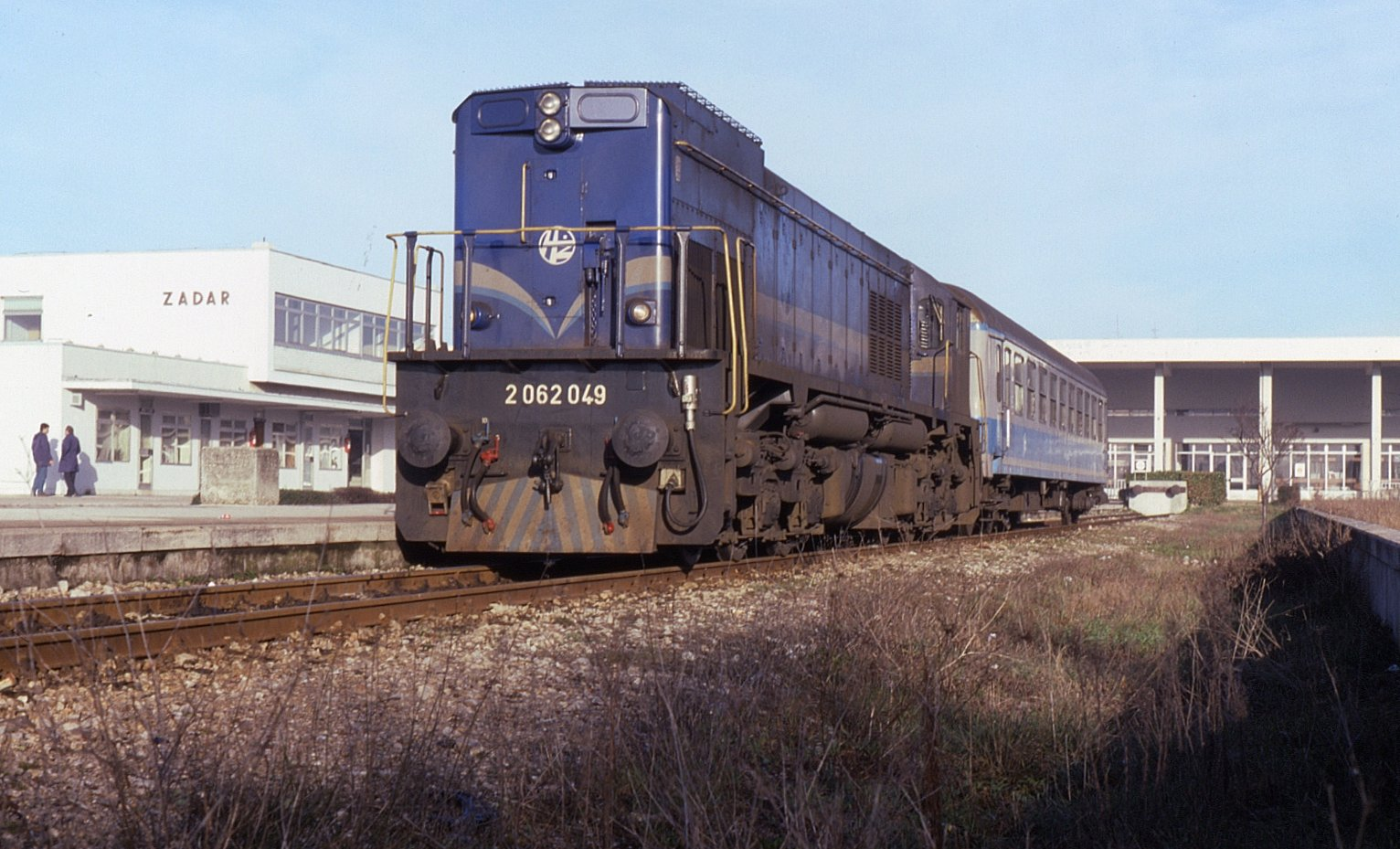
Vlak na místním nádraží.

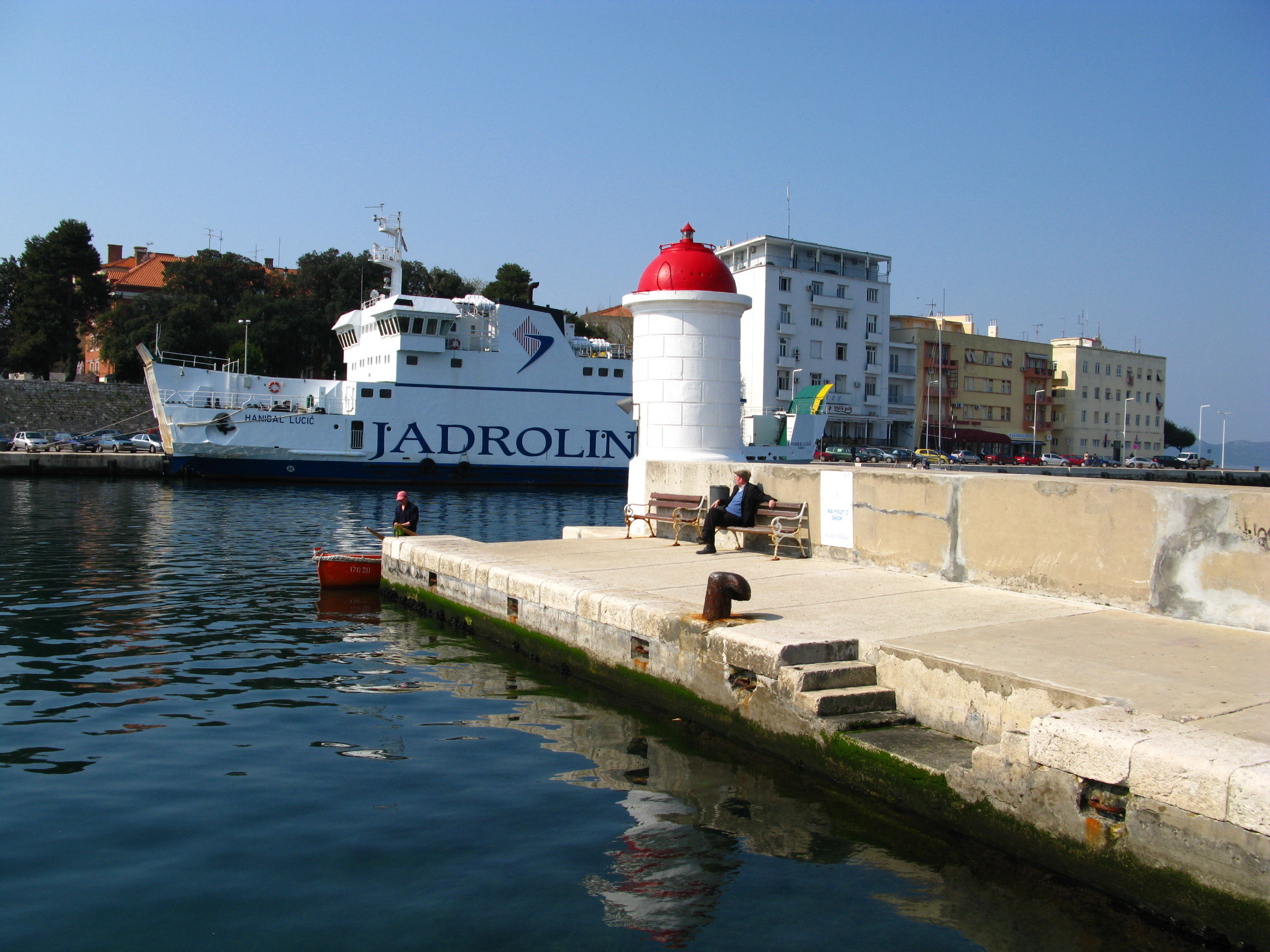
Loď u přístavu.

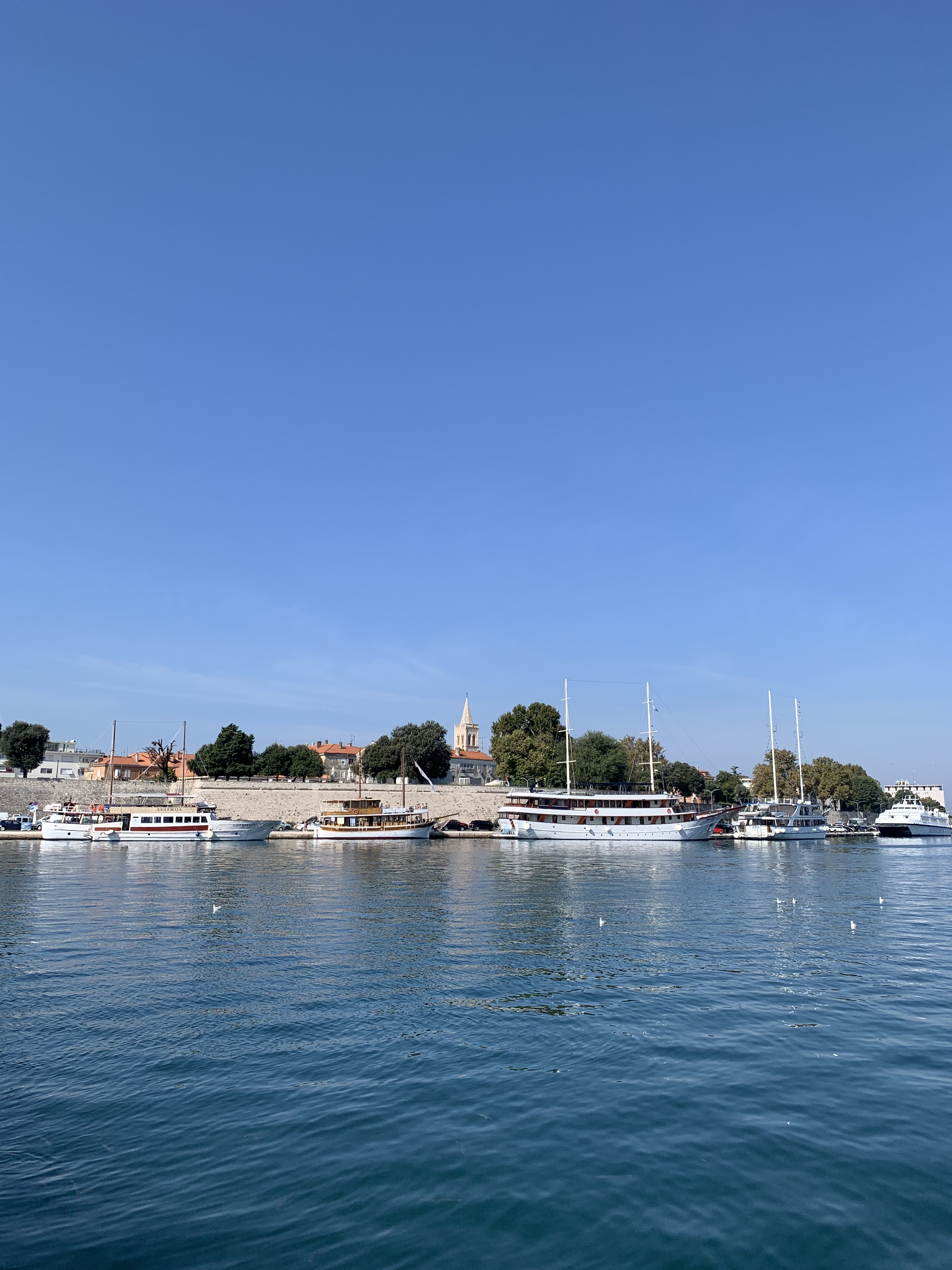
Přístav v Zadaru se zakotvenými loděmi.

### Silniční
Město leží poblíž dálnice A1 ze Záhřebu do Dubrovníku, která byla do města dovedena po roce 2000. U města se nachází dva výjezdy z dálnice. Mimo jiné z ní do města vede také přivaděč (silnice č. D 424), který vede k místnímu přístavu a také do místní části Gaženica. Historické jádro města spojuje se zbytkem Zadaru (novějšími částmi) tzv. městský most (chorvatsky Gradski most). Městem dále prochází silnice č. D8 (Jadranská magistrála) a silnice D308 (rovněž celostátního významu), která směřuje na severozápad do města Nin.
Diskutována je možnost uzavření celého historického centra pro automobilový provoz.

### Železniční
V roce 1966 byla vybudována železnice do Kninu, který leží na železniční trati ze Záhřebu do Splitu. Na počátku 21. století byl však význam trati především v dopravě nákladní a veřejná meziměstská doprava byla realizována především linkami autobusů. Původní projekt rekonstrukce trati byl odložen v druhé dekádě 21. století poté, co se ukázalo být problematické zaminované území v okolí tratě. Samo město považuje stav železniční trati za neuspokojivý. Železniční stanice stojí v jihovýchodní části města, v blízkosti přístavu a je to stanice hlavová.

### Lodní
Z přístavu jezdí trajekt do italské Ancony. Jeho obrat co do počtu cestujících činí pět milionů lidí ročně, což ho řadí mezi přední chorvatské přístavy. Kromě městského přístavu se nachází ještě jeden v lokalitě Gaženica jihovýchodně od středu města. Ten slouží pro trajekty a menší lodě, resp. pro nákladní dopravu. V druhé dekádě 21. století procházel přístav přestavbou. Námořní doprava má význam také pro trajekty z ostrovů, které spadají pod město Zadar a kde místní obyvatelstvo pravidelně cestuje na pevninu. Činí tak většinou z důvodu nákupů nebo zdravotní péče, spíše než cest za prací nebo studiem.
Pro jachty a turistickou dopravu slouží různé menší přístavy v historickém centru města (např. Uvala Vrulje, Dražanica, D-Marin Borik apod.).

### Letecká
Mezinárodní letiště leží asi 14 km východně od města u obce Zemunik. Letiště slouží jako destinace pro nízkonákladové aerolinky. V roce 2023 patřilo k nejrychleji rostoucím vzdušným přístavům v oblasti bývalé Jugoslávie co do počtu cestujících. K areálu letiště přiléhají kasárny chorvatské armády.

### Městská
Městská doprava v Zadaru je realizována pomocí autobusové dopravy. Provozovatelem je společnost s ručením omezeným, kterou vlastní město Zadar. V roce 2012 disponovala zhruba osmdesáti autobusy.

## Média
V Zadaru má svoje studio pro regionální vysílání Chorvatská televize a rozhlas (HRT).

## Školství
V Zadaru sídlí univerzita, která patří k nejstarším v Chorvatsku. Vznikla ze školy při dominikánském klášteře již v závěru 14. století (1396). Kromě toho ve městě působí 16 středních škol, jedna z nich je střední hudební škola, tři z nich jsou gymnázia a jedna je škola námořní.
Dále zde stojí jedenáct škol základních, z nichž jedna funguje při Římskokatolické církvi (chorvatsky Katolička osnovna škola Ivo Mašina).
Od roku 1980 je v Zadaru aktivní astronomicko-astronautická společnost (chorvatsky Astronomsko astronautičko društvo Zadar).
V roce 2001 mělo dle chorvatského sčítání lidu 11,2 % obyvatel vysokoškolské vzdělání, 54 % obyvatel středoškolské vzdělání, 16 % pouhé základní vzdělání a 2 % bylo zcela bez jakéhokoliv vzdělání. Zbylý počet měl nějakou z úrovní vzdělání nedokončenou.

## Sport

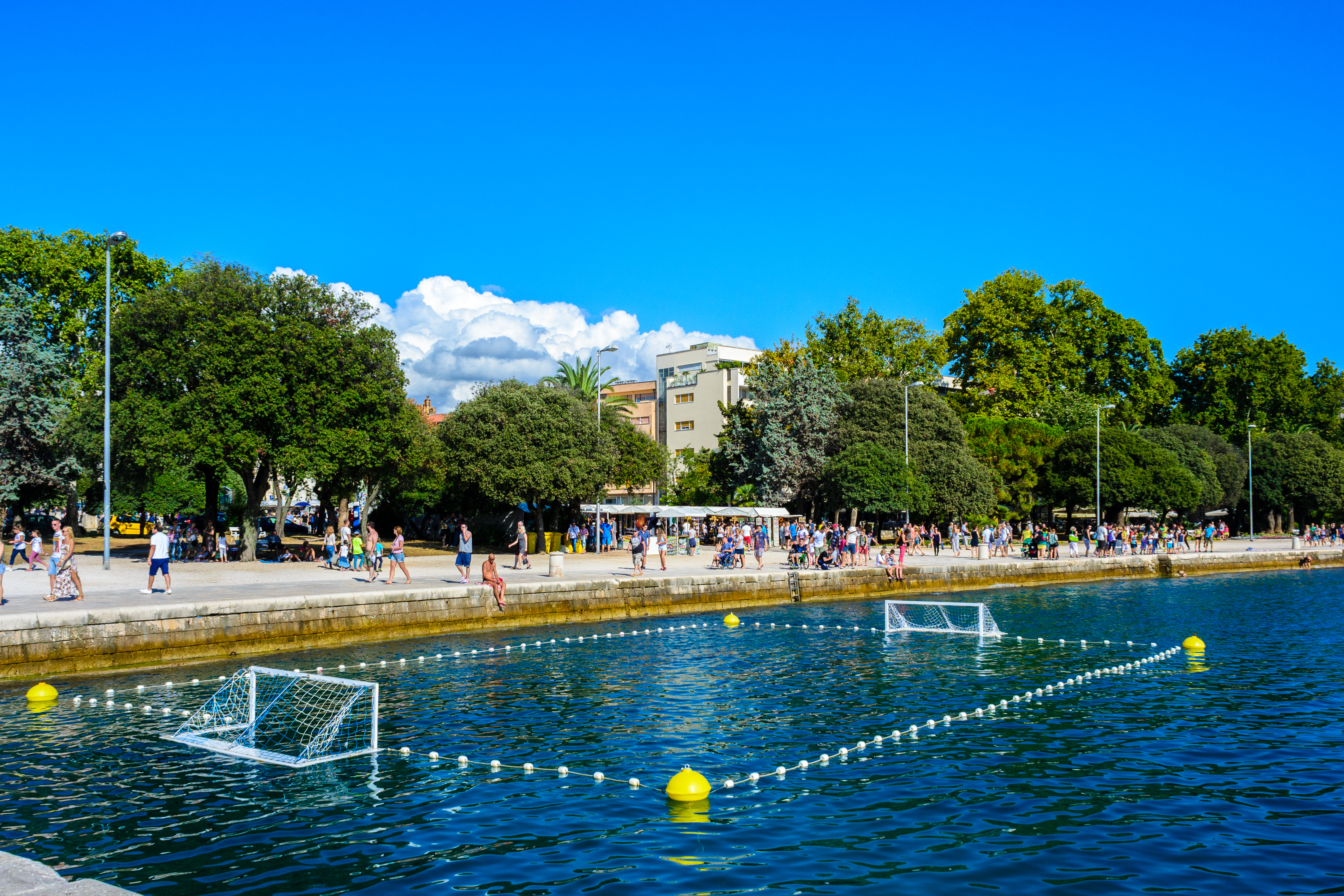
Hřiště na vodní pólo v Zadaru.

V Zadaru se nachází Hala Krešimira Ćosiće, velká sportovní krytá hala. Je součástí rozsáhlého sportovního areálu (Sportovní centrum Višnik), jehož součástí je i fotbalový stadion, tenisové kurty nebo plavecký bazén.
Hlavním fotbalovým týmem byl až do roku 2020 NK Zadar, nahradil jej HNK Zadar (od následující sezony). Basketbalový manšaft nese název KK Zadar.
Od roku 1960 se zde pravidelně koná závod s názvem Memoriál Davida Zdrliće.
Ze Zadaru je původem fotbalista Luka Modrić.

## Zdravotnictví
V Zadaru stojí již zmíněná všeobecná nemocnice, jejíž vznik spadá ještě do 19. století.

## Partnerská města
- Banská Bystrica, Slovensko
- Dundee, Velká Británie
- Fürstenfeldbruck, Německo
- Iquique, Chile
- Reggio nell'Emilia, Itálie
- Romans-sur-Isère, Francie
- Székesfehérvár, Maďarsko
- Padova, Itálie